# Accordo di Naivasha
L'Accordo di Naivasha il cui nome ufficiale è Comprehensive Peace Agreement (anche CPA) è un insieme di accordi sottoscritti nel gennaio 2005 dal Movimento per la Liberazione del Sudan e il governo del Sudan il cui scopo è stato quello di terminare la seconda guerra civile sudanese.
I termini fondamentali dell'Accordo di Naivasha sono:
- Il Sud avrà autonomia per sei anni, a cui seguirà il Referendum sull'indipendenza del Sudan del Sud del 2011.
- Entrambe le fazioni del conflitto creeranno una forza congiunta di 39.000 unità se il referendum secessionista deve risultare negativo.
- I proventi del petrolio saranno divisi equamente tra il governo e i ribelli durante il periodo dei sei anni di transizione.
- I posti di lavoro devono essere ripartiti in base a proporzioni stabilite.
- La legge islamica si applica solo al nord, mentre l'uso della sharia nel Sud deve essere deciso dall'assemblea eletta.

L'accordo prende il nome da Naivasha, la località del Kenya vicina a Nairobi, in cui si sono svolti gli incontri nel 2004.

## Singoli documenti
L'Accordo di pace fu il risultato della stipulazione di otto distinti documenti. A parte il primo, tutti gli altri e l'accordo finale furono firmati a Naivasha, in Kenya.
- Protocollo di Machakos (Capitolo I), firmato a Machakos, in Kenya, il 20 luglio 2002. Accordo sui princìpi generali sulla forma di stato e di governo del Sudan;
- Protocollo sulla condivisione del potere (Capitolo II), il 26 maggio 2004;
- Accordo sulla condivisione della ricchezza (Capitolo III), il 7 gennaio 2004;
- Protocollo sulla risoluzione del conflitto nell'area di Abyei (Capitolo IV), il 26 maggio 2004;
- Protocollo sulla risoluzione del conflitto negli Stati del Kordofan meridionale e del Nilo Azzurro (Capitolo V), il 26 maggio 2004;
- Accordo sulle misure di sicurezza (Capitolo VI), il 25 settembre 2003;
- Cessate-il-fuoco permanente e modalità d'integrazione ed appendici alle misure di sicurezza (Annesso I), il 30 ottobre 2004;
- Documento sulle modalità di attuazione ed integrazione globale e appendici (Annesso II), il 31 dicembre 2004.

Il testo finale, complessivo, dell'Accordo fu firmato il 9 gennaio 2005 e segnò l'inizio dell'attuazione concreta della pace.